# .sl
.sl jest domeną internetową przypisaną dla stron internetowych z Sierra Leone. Została utworzona 9 maja 1997. Zarządza nią Sierratel.